# Herford
Herford város Németországban, Észak-Rajna-Vesztfáliában, 28 kilométernyire található Mindentől az Aa és Werre folyók összefolyásánál. A városon kívül egy dombon áll egy templom, az úgynevezett Johanniskirche, Vesztfália egyik építészeti műemléke.

## Története
Herford régi kereskedő és Hanza város a Werre folyó partján, ezenkívül jelentős iparral rendelkező közúti és vasúti csomópont. Szép óvárosa (Altstadt) van, mely a 13. században épített kolostortemplom (Münsterkirche) köré épült.
Herfordot az úgynevezett Witterkindland egykori székhelyeként is emlegetik. Witterkind (Widukind) szász herceg volt, aki 782-ben vereséget mért a frankok seregére, később azonban behódolt Nagy Károlynak. Bár Witterkind alakját nem annyira történelmi tények, inkább legendák fűzik a városhoz, a herfordiak mégis szobrot állítottak itt neki. A legendás szász herceg tulajdonképpeni városa Enger volt, amely Herfordtól néhány km-rel északnyugatra fekszik, alapítványi templomában (Stiftkirche) látható Witterkind szarkofágja.
800 körül a város egy bencés klastromnak köszöni alapítását, amelyet 1803-ban szekularizáltak.
1342-ben a város a Hanza-szövetség tagja lett.
1816-ban Herford járási székhely lett.

## Városrészek
A város kerületei 1969 óta (lakosságszám a 2015. december 31-ei állapot szerint).

Herford városrészei

Herford város

| Városrész     | Terület   | Lakosság (fő) |
| ------------- | --------- | ------------- |
| Herford város | 25,07 km² | 51.798        |
| Diebrock      | 7,04 km²  | 2024          |
| Eickum        | 7,39 km²  | 1767          |
| Elverdissen   | 9,31 km²  | 4158          |
| Falkendiek    | 6,57 km²  | 861           |
| Herringhausen | 2,16 km²  | 2736          |
| Laar          | 4,80 km²  | 467           |
| Schwarzenmoor | 14,74 km² | 1632          |
| Stedefreund   | 1,78 km²  | 1462          |

## Nevezetességek
- Kolostortemplom (Münsterkirche)
- Jakabtemplom (Jakobikirche)
- Jánostemplom (Johanniskirche)
- Berg- vagy Máriatemplom (Berg vagy Marienkirche)

## Herfordban született híres személyek
- 1662, Matthäus Daniel Pöppelmann, barokk építőmester itt született
- 1769, Karl Ludwig Costenoble, színész és színműíró
- 1882, Otto Weddigen, tengerész, korvettkapitány
- 1892, Karl Steinhoff, politikus és egyetemi tanár
- 1930, Hans-Heinz Emons, vegyész
- 1965, Thomas Helmer, labdarúgó
- 1982, Philipp Heithölter, labdarúgó
- 1991, Diego Demme, labdarúgó

## Közlekedés

### Közúti közlekedés
A várost érinti az  A2-es autópálya.